# Xestospongia rosariensis
Xestospongia rosariensis är en svampdjursart som beskrevs av Zea och Rützler 1983. Xestospongia rosariensis ingår i släktet Xestospongia och familjen Petrosiidae. Inga underarter finns listade i Catalogue of Life.